# Рындина, Наталия Вадимовна
Ната́лия Вади́мовна Ры́ндина (21 февраля 1936 — 10 октября 2022) — советский и российский археолог, доктор исторических наук (1994), профессор кафедры археологии МГУ (с 1998). Специалист в области металлургии и ювелирного дела средневекового Великого Новгорода, культуры и сообщества эпохи бронзы Балкан, Придунавья, Кавказа, Ближнего Востока и иных регионов, общих проблем истории древней металлургии.

## Биография
Родилась в семье советского художника, сценографа и профессора Вадима Рындина. Старшая сестра искусствоведа А. В. Рындиной.
В 1953 году поступила на курс, набранный основателем кафедры археологии исторического факультета МГУ Артемием Арциховским. Окончила обучение в 1958 году, защитив дипломную работу под руководством археолога-новатора Бориса Колчина, и в том же году осталась работать на кафедре археологии в качестве лаборанта (художника-реставратора). Одновременно получала дополнительное образование на кафедре металловедения Института стали и сплавов.
С 1955 года Наталия Вадимовна участвовала в Новгородской археологической экспедиции в качестве начальника раскопа. С 1956 по 1960 год принимала участие в Неревском раскопе. В 1962 году и с 1965 по 1967 трудилась на Ильинском раскопе.
В 1967 году защитила кандидатскую диссертацию на тему «Древнейшее металлообрабатывающее производство Восточной Европы», в 1994 году — докторскую диссертацию «Древнейшее металлообрабатывающее производство Юго-Восточной Европы (истоки и развитие в неолите-энеолите)».
Возглавляла руководство лабораторией металлографии на кафедре археологии исторического факультета МГУ, формировала уникальный банк эталонов микроструктур цветных металлов, работала над созданием около 150 фундаментальных научных и учебно-методических работ.
Руководитель трипольской археологической экспедицией в течение долгих лет.
Автор общих и специальных курсов по археологии.
Удостоена золотой медали ВДНХ СССР (1983), премии имени М. В. Ломоносова за педагогическую деятельность (2005) и звания заслуженного профессора Московского университета (2015). С 1990 г. — в Международной ассоциации по истории древней металлургии при Британском музее.
Скончалась 10 октября 2022 года. Похоронена в Москве на Востряковском кладбище (участок 51).

## Список работ
Книги:
- Древнейшее металлообрабатывающее производство Восточной Европы. — М.: Изд-во МГУ, 1971. — 150 с.
- Древнейшее металлообрабатывающее производство Юго-Восточной Европы (истоки и развитие в неолите-энеолите). — М.: Эдиториал УРСС, 1998. — 208 с.
- Рындина Н. В., Дегтярева А. Д. Энеолит и бронзовый век : Учеб. пособие по курсу Основы археологии. — М.: Изд-во МГУ, 2002. — 225 с.
- Археология. Учебник для студентов высших учебных заведений. Под редакцией В. Л. Янина / А. Д. Дегтярева, А. Р. Канторович, С. В. Кузьминых и др. — М.: Изд-во Московского университета, 2006. — 608 с.
  - 2-е издание, исправленное и дополненное / А. Д. Дегтярева, А. Р. Канторович, С. В. Кузьминых и др. — М.: Изд-во Московского университета, 2012. — 608 с.
- Рындина Н. В., Равич И. Г. Металл майкопской культуры Северного Кавказа в свете аналитических исследований. — М.: Книжный дом Университет, 2019. — 447 с.

Статьи:
- К вопросу о технике обработки трипольского металла // Материалы и исследования по археологии СССР. — Издательство АН СССР, М., 1961. — С. 204—210.
- Анализы металлических изделий из трипольского слоя поселения у с. Незвиско // Материалы и исследования по археологии СССР. — Т. 102. — Издательство АН СССР, М., 1962. — С. 66-68.
- О древнерусском литье «навыплеск» // Советская археология. — 1962. — № 3. — С. 91-98
- Рындина Н. В., Круг О. Ю. К вопросу о железной металлургии Пантикапея // Материалы и исследования по археологии СССР. — т. 103. — Издательство АН СССР, М., 1962. — С. 254—258.
- Технология производства нов- городских ювелиров X—XV вв. // Материалы и исследования по археологии СССР. — Т. 117. — Издательство АН СССР, М., 1963. — С. 200—263.
- Металлография в археологии // Методы естественных и технических наук в археологии. тезисы докладов на всесоюзном совещании. — М., 1963. — С. 30-33.
- Металлография в археологии // Археология и естественные науки. — Издательство «Наука», М., 1965. — С. 119—128.
- Заключение об оптическом исследовании шлаков с городища Титчиха // А. Н. Москаленко. Городище Титчиха. — Издательство Воронежского университета, Воронеж, 1965. — С. 263—265.
- Рындина Н. В., Хорошев А. С. Раскопки в Новгороде // Археологические открытия 1967 года. — Издательство «Наука», М., 1968. — С. 17-18.
- Раннетрипольская обработка меди // Советская археология. — 1969. — № 3. — С. 21-41.
- Медный импорт эпохи развитого триполья // Краткие сообщения Института археологии АН СССР. — 1970. — № 123. — С. 15-22
- Мошкова М. Г., Рындина Н. В. Сарматские зеркала Поволжья и Приуралья (химико-технологическое исследование) // Очерки технологии древнейших производств. — Издательство «Наука», М., 1975. — С. 117—134.
- Результаты петрографического и спектрального исследования руды и шлаков с поселения Оймак // археология Северной и Центральной азии. — Издательство «Наука», Новосибирск, 1975. — С. 114—118.
- Результаты химико-технологического исследования металла культур шнуровой керамики Уральского Прикарпатья, Подолии и Волыни // Новейшие открытия советских археологов. тезисы докладов конференции, посвящённой 250-летию АН СССР. Часть I. — Киев, 1975. — С. 61-63.
- Тодорова X., Рындина Н. В., Черных Е. Н. Энеолитический металл из Голямо Делчево (Болгария) // Советская археология. — 1977. — № 1. — С. 15-26
- Орловская Л. Б., Рындина Н. В. результаты металлографического исследования металлических изделий культуры гумельница // Е. Н. Черных. Горное дело и металлургия древнейшей Болгарии. — Издательство Болгарской академии наук, София, 1978. — С. 286—321.
- К проблеме классификационного членения культур медно-бронзовой эпохи // Вестник Московского университета. Серия 8: История. — 1978. — № 6. — С. 74-86.
- Рындина Н. В., Дегтярева А. Д., Рузанов В. Д. Результаты химико-технологического исследования находок из Шамшинского клада // Советская археология. — 1980. — № 4. — С. 154—182.
- Збенович В. Г., Рындина Н. В. раскопки раннетри- польских поселений на Днестре // археологические открытия 1980 г. — Издательство «Наука», М., 1980. — С. 248—249
- Металл в культурах шнуровой керамики украинского Предкарпатья, Подолии и Волыни // Советская археология. — 1980. — № 3. — С. 24-42.
- Рындина Н. В., Конькова Л. В. О происхождении больших усатовских кинжалов // Советская археология. — 1982. — № 2. — С. 30-42.
- Мышьяковые покрытия на изделиях бронзового века циркумпонтийского региона // Естественные науки и археология в изучении древних производств. — Издательство «Наука», М., 1982. — С. 28-38.
- Маркевич В. И., Рындина Н. В. раскопки позднетрипольского поселения Брынзены IX // археологические открытия 1981 г. — Издательство «Наука», М., 1983. — С. 398—399
- Человек у истоков металлургических знаний: (Происхождение и начальное развитие металлургии) // Путешествия в древность: открытия археологических экспедиций МГУ за 40 лет. — Издательство Московского университета, М., 1983. — С. 205—246.
- Рындина Н. В., Дегтярева А. Д. результаты технологического исследования металлических изделий Мосоловского поселения // Поселения срубной общности. — Издательство Воронежского университета, Воронеж, 1983. — С. 14-39.
- Раскопки поселения развитого Триполья Друцы I // Археологические открытия 1982 г. — Издательство «Наука», Москва, 1984. — С. 415—416.
- Равич И. Г., Рындина Н. В. Изучение свойств и микроструктуры сплавов медь-мышьяк в связи с их использованием в древности // Художественное наследие. Издательство «Искусство», М.. — 1984. — № 9 (39). — С. 114—124.
- Самородная медь древности: методика и первые результаты аналитических ис- следований // Человек и окружающая среда в древности и средневековье. — Издательство «Наука», М., 1985. — С. 143—149.
- Работы трипольской экспедиции Московского университета // археологические открытия 1983 г. — Издательство «Наука», Москва, 1985. — С. 459—460.
- Про використання самородноi мiдi в найдавнiй металлургii Близького Сходу // Археологiя. Киiв. — 1985. — № 51. — С. 11-21.
- Рындина Н. В., Яхонтова Л. К. древнейшее мед- ное изделие Северной Месопотамии // Советская археология. — 1985. — № 2. — С. 155—165
- Опыт химико-технологического исследования древнейшего металла Поволжья // Комплексные методы в изучении истории с древнейших времен до наших дней. тезисы докладов совещания 20-22 февраля 1984 г. — М., 1985. — С. 57-58.
- Трипольское поселение Друцы I // Археологические открытия 1984 г. — Москва, 1986. — С. 385—386.
- Древнейшая металлообработка Юго-восточной Европы (истоки и развитие) // древнейшие общности земледельцев и скотоводов северного Причерноморья (V тыс. до н. э. — V в. н. э.). — Киев, 1986. — С. 16-19.
- Рындина Н. В., Равич И. Г. Химико-технологическое изучение медных изделий Хвалынского могильника // Методы естественных наук в археологии. — Издательство «Наука», М., 1987. — С. 120—129.
- Круц В. А., Рыжов С. Н., Рындина Н. В. Исследования крупного поселения трипольской культуры у с. тальянки // Археологические открытия 1986 г. — Издательство «Наука», М., 1987. — С. 353—354.